# Mīānrūd Ẕarūnī
Mīānrūd Ẕarūnī (persiska: ميان رودِ ضَرونی, میانرود, Mīān Rūd-e Ẕarūnī, Pol-e Mādīānrūd, Mīān Rūd, Mīānrūd, میانرود ضرونی) är en ort i Iran.   Den ligger i provinsen Lorestan, i den västra delen av landet, 400 km sydväst om huvudstaden Teheran. Mīānrūd Ẕarūnī ligger 1 144 meter över havet och antalet invånare är 189.
Terrängen runt Mīānrūd Ẕarūnī är kuperad söderut, men norrut är den platt. Mīānrūd Ẕarūnī ligger nere i en dal. Runt Mīānrūd Ẕarūnī är det ganska tätbefolkat, med 52 invånare per kvadratkilometer. Närmaste större samhälle är Kūhdasht, 11,4 km norr om Mīānrūd Ẕarūnī. Omgivningarna runt Mīānrūd Ẕarūnī är i huvudsak ett öppet busklandskap.